# Qarā Moḩammadlū
Qarā Moḩammadlū (persiska: قَرِه مُحَمَّدلو, قَرا مُحَمَّد, قَرِه مُحَمَّد, قرا محمّدلو, Qareh Moḩammadlū) är en ort i Iran.   Den ligger i provinsen Kurdistan, i den nordvästra delen av landet, 300 km väster om huvudstaden Teheran. Qarā Moḩammadlū ligger 1 568 meter över havet och antalet invånare är 117.
Terrängen runt Qarā Moḩammadlū är kuperad åt sydväst, men åt nordost är den platt. Runt Qarā Moḩammadlū är det ganska glesbefolkat, med 24 invånare per kvadratkilometer. Närmaste större samhälle är Choghūr Qeshlāq, 6,6 km väster om Qarā Moḩammadlū. Trakten runt Qarā Moḩammadlū består i huvudsak av gräsmarker.